# Hungry Eyes
Hungry Eyes ist ein Softrock-Song von Eric Carmen aus dem Jahr 1987, der von Franke Previte und John DeNicola geschrieben wurde. Das Stück ist Teil des Soundtracks zum Film Dirty Dancing.

## Veröffentlichung
Hungry Eyes wurde in den Beachwood Studios in Beachwood, Ohio aufgenommen und wurde am 7. November 1987 veröffentlicht.

## Verwendung
In der Episode Zeugung verhindert von Family Guy singt Stewie das Lied, während er auf einem Klavier spielt. In der Episode Pedro Griffin derselben Serie hört man es, nachdem die Figur „Patrick Swayze“ verhaftet und später im Gefängnis sexuell missbraucht wird. Ebenfalls fand es auch in der Episode Mein Vater Bob Hope von Golden Girls und im Film Sausage Party – Es geht um die Wurst Verwendung.
Hungry Eyes erreichte in den USA Platz vier, in Neuseeland Platz 18, in Schweden Platz sechs und in den Niederlanden Platz zwölf. In Großbritannien belegte es Platz 82.

## Kommerzieller Erfolg

### Chartplatzierungen
| ChartsChartplatzierungen       | Höchstplatzierung | Wochen |
| ------------------------------ | ----------------- | ------ |
| Deutschland (GfK)              | 17 (13 Wo.)       | 13     |
| Vereinigte Staaten (Billboard) | 4 (25 Wo.)        | 25     |
| Vereinigtes Königreich (OCC)   | 82 (11 Wo.)       | 11     |

| ChartsJahrescharts (1988)      | Platzierung |
| ------------------------------ | ----------- |
| Vereinigte Staaten (Billboard) | 25          |

### Auszeichnungen für Musikverkäufe
| Land/Region                  | Auszeichnungen für Musikverkäufe (Land/Region, Auszeichnung, Verkäufe) | Verkäufe  |
| ---------------------------- | ---------------------------------------------------------------------- | --------- |
| Dänemark (IFPI)              | Platin                                                                 | 90.000    |
| Deutschland (BVMI)           | Gold                                                                   | 250.000   |
| Italien (FIMI)               | Gold                                                                   | 50.000    |
| Neuseeland (RMNZ)            | 2× Platin                                                              | 60.000    |
| Spanien (Promusicae)         | Gold                                                                   | 30.000    |
| Vereinigtes Königreich (BPI) | 2× Platin                                                              | 1.200.000 |
| Insgesamt                    | 3× Gold · 5× Platin ·                                                  | 1.680.000 |

## Coverversionen
- 1999: Franke & the Knockouts
- 2001: Smokie
- 2004: Eye Opener
- 2023: Tom Wilcox feat. Tom Luca[15]